# Gerran Howell
Gerran Howell, född 25 februari 1991 i Wales, är en brittisk skådespelare.
Han har spelat Greve Draculas son Vladimir i Young Dracula (2006-2008) som man har kunnat se på bland annat Sveriges Television. Han har även spelat som Mark i filmen Mummy's Boy, och han har varit med i ett avsnitt av TV-serien Casualty, Holby City där han spelade pojken "Niall Andrews" och i en barnserie som heter spartikelmysteriet och han spelar som Arnesto.
Han är uppvuxen i Barry i södra Wales. 